# Ciclisme als Jocs Olímpics d'estiu de 1928 - Quilòmetre contrarellotge
La competició del quilòmetre contrarellotge fou una de les quatre proves del programa olímpic de ciclisme en pista dels Jocs Olímpics d'Amsterdam de 1928. La competició es va disputar el 5 d'agost de 1928, amb la presència de 16 ciclistes procedents de 16 nacions diferents.

## Medallistes
| Or                 | Plata                             | Bronze          |
| Willy Hansen (DEN) | Gerard Bosch van Drakestein (NED) | Dunc Gray (AUS) |

## Resultats
| Pos. | Ciclista                          | Temps  |
| ---- | --------------------------------- | ------ |
| 1    | Willy Hansen (DEN)                | 1:14.2 |
| 2    | Gerard Bosch van Drakestein (NED) | 1:15.1 |
| 3    | Dunc Gray (AUS)                   | 1:15.3 |
| 4    | Octave Dayen (FRA)                | 1:16.0 |
| 5    | Kurt Einsiedel (GER)              | 1:17.1 |
| 6    | Edward Kerridge (GBR)             | 1:18.0 |
| 6    | Józef Lange (POL)                 | 1:18.0 |
| 8    | Francisco Rodríguez (ARG)         | 1:18.4 |
| 9    | Jean Aerts (BEL)                  | 1:18.6 |
| 9    | Angelo Cattaneo (ITA)             | 1:18.6 |
| 11   | Lew Elder (CAN)                   | 1:19.0 |
| 11   | Bertie Donnelly (IRL)             | 1:19.0 |
| 13   | Erich Fäs (SUI)                   | 1:19.2 |
| 14   | Eduardo Maillard (CHI)            | 1:20.1 |
| 15   | Franz Dusika (AUT)                | 1:22.0 |
| 16   | Galip Cav (TUR)                   | 1:22.3 |